# BBN Technologies
BBN Technologies, voorheen bekend als Bolt, Beranek and Newman, is een high tech bedrijf, dat technologisch onderzoek doet en geavanceerde technologie ontwikkelt. Het bedrijf is gevestigd in Cambridge, Massachusetts in de Verenigde Staten. Het Massachusetts Institute of Technology (MIT), dat ook in Cambridge gevestigd is, heeft altijd veel afgestudeerden geleverd aan BBN. Het bedrijf doet veel onderzoek voor Amerikaanse regeringsinstanties, waaronder het Amerikaanse Ministerie van Defensie via het Defense Advanced Research Project Agency, DARPA.
BBN is waarschijnlijk het meest bekend door zijn bijdragen aan de ontwikkeling van de technologie van computernetwerken gebaseerd op packet-switching, en in het bijzonder door zijn werk aan het ARPANET project, de voorloper van het Internet.

## Geschiedenis
Het bedrijf werd in 1948 opgericht door twee hoogleraren aan MIT, Leo Beranek en Richard Bolt, samen met Robert Newman, een van hun studenten. Aanvankelijk deed het bedrijf akoestische research en gaf advies. Een van de eerste projecten was het adviseren voor het akoestisch ontwerp van de Algemene Vergaderzaal bij het gebouw van de Verenigde Naties in New York. Een later project was het onderzoek naar het aantal schoten dat hoorbaar zou zijn op geluidsopnamen gemaakt tijden de moordaanslag op John F. Kennedy in Dallas. Verder deed BBN een onderzoek naar de misschien opzettelijk uitgewiste missende 18 minuten in de opnamen van de Nixon tapes tijdens het Watergate schandaal
Omdat bij het akoestisch onderzoek enorm uitgebreide berekeningen nodig waren, begon BBN al snel geïnteresseerd te raken in het gebruik  van computers bij hun akoestisch onderzoek. Zo kochten zij een van de eerste exemplaren van de PDP-1-computer, de eerste machine die het in het nabije Maynard gevestigde Digital Equipment Corporation produceerde. Alhoewel BBN zich tegenwoordig nog steeds bezighoudt met akoestiek, is het vooral bekend door zijn werk met computers.
Op het gebied van computernetwerken is BBN bekend door:
- ontwikkeling en installatie van het ARPANET. Daarna heeft BBN ARPANET nog jaren beheerd.
- de eerste e-mailberichten over een packet-switching netwerk. Toen in 1971 Ray Tomlinson, een programmeur bij BBN,  een methode nodig had voor het adresseren van e-mail aan personen die aangesloten waren op dezelfde ARPANET hostcomputer, koos hij het @-teken om de persoonsnaam van de hostnaam te scheiden. Dit leidde tot de huidige internet standaard voor e-mailadressen.
- de eerste IP-router
- de "Voice Funnel" (Nederlands: stemtrechter), een voorloper van Voice over IP
- bijdragen aan het TCP protocol

In de vroege Internet RFC's vindt men vele bijdrage van BBN en zijn medewerkers.
Andere ontwikkelingen van BBN op het gebied van computers zijn het eerste computerbesturingssysteem voor tijdscharing; de programmeertaal Logo; het spel Collosal Cave Adventure, een van de eerste computerspellen; het eerste link-state routing protocol; mobiele ad-hocnetwerken; vroege parallel-computing systemen, zoals de Pluribus en de BBN Butterfly computers, die onder andere gebruikt werden door de Amerikaanse Marine voor oorlogssimulaties.
Het bedrijf werd in 1997 overgenomen door het telecommunicatiebedrijf GTE, en na de fusie van GTE met Bell Atlantic in 2000 werd het een deel van het gigantische nieuwe telecommunicatiebedrijf Verizon Communications. In 2004 werd het bedrijf weer zelfstandig nadat het management van BBN het bedrijf kocht van Verizon met steun van venture kapitaal. Sinds 2009 maakt BBN deel uit van het defensie- en technologie bedrijf Raytheon.

## Het huidige BBN
Tegenwoordig werkt BBN aan een breed spectrum van ontwikkelingsprojecten, waaronder de standaardisering van IPSec, nieuwe netwerktechnologie voor militaire toepassingen, mobiele netwerken voor het slagveld, geavanceerde spraakherkenning en kwantumcryptografie.